# Mitropapokal 1956
Der Mitropapokal 1956 war die 16. Auflage des Fußballwettbewerbs. Vasas SC gewann das Finale im Entscheidungsspiel gegen Rapid Wien.

## Viertelfinale
|                     | Gesamt |                        | Hinspiel | Rückspiel |
| ------------------- | ------ | ---------------------- | -------- | --------- |
| Rapid Wien          | 4:3    | Slovan Bratislava      | 3:0      | 1:3       |
| Admira Wien         | 2:2    | Partizan Belgrad       | 1:1      | 1:1       |
| Roter Stern Belgrad | 4:6    | Budapesti Vörös Lobogó | 1:1      | 3:5       |
| Vasas SC            | 4:2    | Dukla Prag             | 2:0      | 2:2       |

### Entscheidungsspiel
|                  | Ergebnis |             |
| ---------------- | -------- | ----------- |
| Partizan Belgrad | 4:0      | Admira Wien |

## Halbfinale
|                  | Gesamt |                        | Hinspiel | Rückspiel |
| ---------------- | ------ | ---------------------- | -------- | --------- |
| Rapid Wien       | 7:6    | Budapesti Vörös Lobogó | 3:3      | 4:3       |
| Partizan Belgrad | 2:6    | Vasas SC               | 1:0      | 1:6       |

## Finale
|            | Gesamt |          | Hinspiel | Rückspiel |
| ---------- | ------ | -------- | -------- | --------- |
| Rapid Wien | 4:4    | Vasas SC | 3:3      | 1:1       |

### Entscheidungsspiel
| Vasas SC | Vasas SC | Rapid Wien | Rapid Wien    |
| Logo     | 4. August 1956 Népstadion (Budapest) Ergebnis: 9:2 (3:1) Zuschauer: 10.400 Schiedsrichter: Jaroslav Vlček ( Tschechoslowakei)                                        | 4. August 1956 Népstadion (Budapest) Ergebnis: 9:2 (3:1) Zuschauer: 10.400 Schiedsrichter: Jaroslav Vlček ( Tschechoslowakei)                                                | Vereinswappen |
| Logo     | Mihaly Kamaras – Béla Kárpáti, Karoly Kontha, László Sárosi, Dezső Bundzsák, Pal Berendi, Jozsef Raduly, Lajos Csordás, Gyula Szilágyi , Gyula Teleki, Sandor Lenkei | Herbert Gartner – Paul Halla, Karl Giesser, Franz Golobic, Josef Höltl, Lambert Lenzinger, Robert Körner , Johann Riegler, Gerhard Hanappi, Bruno Messarosch, Josef Bertalan | Vereinswappen |
| Logo     | Trainer: Lajos Baróti ( Ungarn) | Trainer: Franz Wagner ( Österreich) | Vereinswappen |
| Logo     | 1:0 Csordas (21.) 2:0 Csordas (28.) 3:1 Raduly (43.) 4:1 Szilagyi (47.) 5:1 Szilagyi (52.) 6:1 Szilagyi (56.) 7:1 Szilagyi (70.) 8:1 Raduly (80.) 9:2 Teleki (85.)   | 2:1 Riegler (32.) 8:2 Karpati (85.) | Vereinswappen |
| Logo     | (Quelle: Spielpaarung auf austriasoccer.at) | | Vereinswappen |